# Сант'Еузанио (Изернија)
Сант'Еузанио је насеље у Италији у округу Изернија, региону Молизе.
Према процени из 2011. у насељу је живело 680 становника. Насеље се налази на надморској висини од 249 м.